# 栄町通 (神戸市)

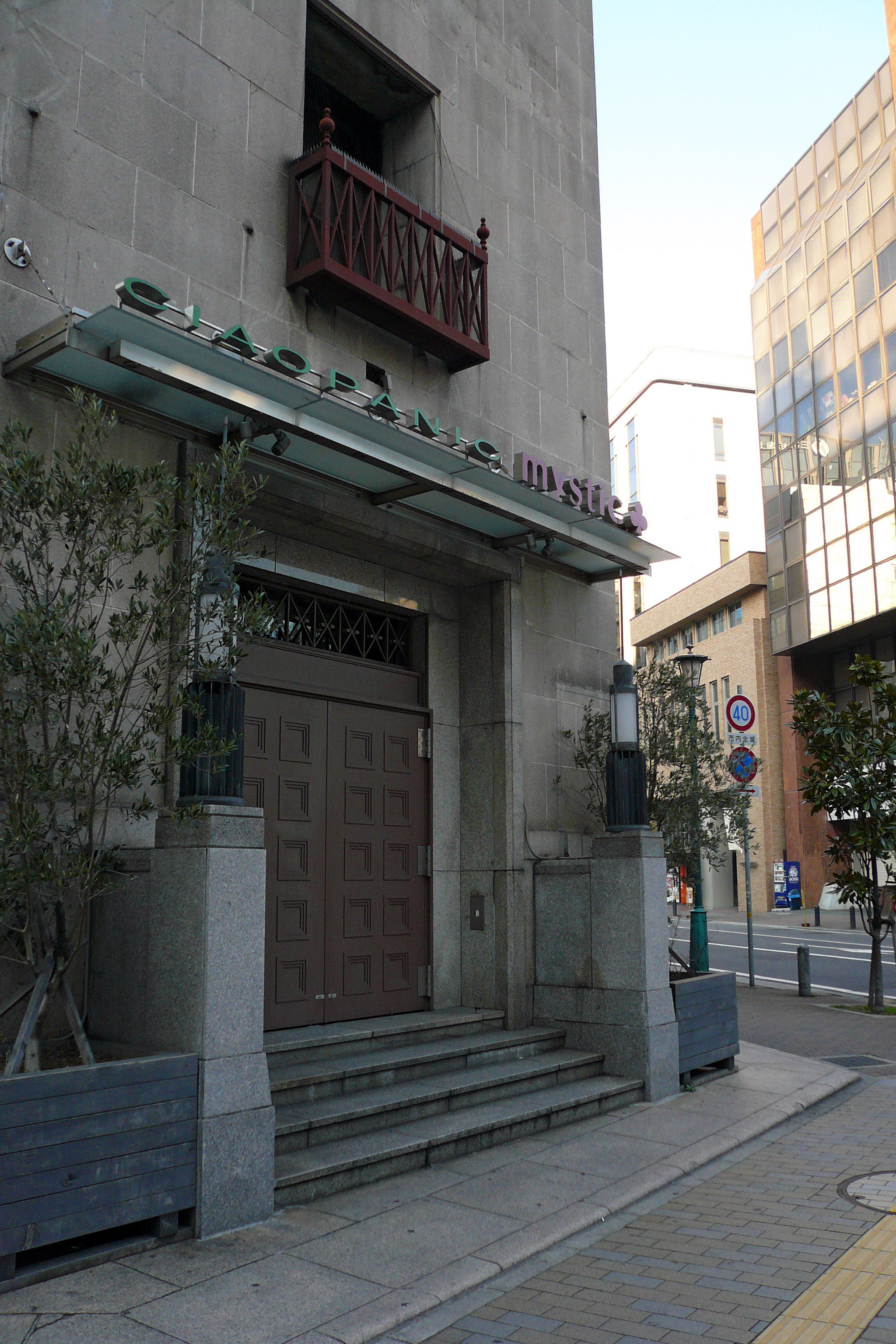
神戸住友ビル前

栄町通（さかえまちどおり）は、兵庫県神戸市中央区にある道路名および町名。町名は1丁目から7丁目まである。郵便番号は650-0023。

## 概要
北の元町通（西国街道）と南の海岸通（国道2号）の間に平行する東西道路および道路沿いの町名で、東は西町・前町、南は海岸通・弁天町、南西は東川崎町、北は相生町・元町通に接する。
1丁目から6丁目は鯉川筋（メリケンロード） - 宇治川筋（ハーバーロード）間に位置するが、東川崎町から編入された経緯がある7丁目は宇治川筋以西に位置する。2丁目以西の地下に神戸市営地下鉄海岸線が通っており、みなと元町駅が4丁目に設置されている。

## 歴史
明治初頭の元町通（西国街道）は幅員が2 - 3間程度しかなく、将来の交通需要に備えて1873年に幅員8間もしくは10間の道路が敷設され、繁栄を願って栄町通と命名された。翌1874年に栄町通1 - 6丁目の町名が起立。
清国人は神戸外国人居留地内に居住することができなかったため、居留地に隣接する栄町通1丁目付近に居住するようになり、1877年頃には1丁目付近が早くも「南京町」と呼ばれるようになった。1910年に神戸電気鉄道（のち神戸市電）栄町本線が開業。1926年に東川崎町の一部を編入して7丁目が起立したが、市電は6丁目西端で北へ転じるため7丁目は通らない。1971年に神戸市電栄町本線が廃止されたが、2001年に神戸市営地下鉄海岸線が開業した。
大正から昭和前期まで神戸随一の金融街として栄えた歴史をもつ。戦後、三宮がその役割を担うようになってからも栄町通1 - 3丁目には平成初期まで銀行や保険会社等の重厚な近代建築が並んでいた。しかし、1995年の阪神・淡路大震災で多くの建物が被災し解体で姿を消したことに加え、銀行の支店統廃合の時期が重なったために金融機関や企業の多くが撤退し、跡地は、マンションや駐車場となって沿道の風景が一変して現在に至っている。以上の歴史的経緯より、かつては日中に機能する街路として、夜間は都市のバス道にしては街灯が少なく沿道の建物も消灯し暗かったが、震災後、地下鉄海岸線の工事に際して街路の整備がなされている。

## 経済

### 産業
店・企業
- 神戸中央郵便局（日本郵政）
- 神戸牛 吉祥吉グループ 本社
- セブン-イレブン神戸栄町通3丁目店
- ファミリーマート栄町通店
- 天然温泉浪漫湯ドーミーイン神戸元町
- ネッツトヨタ兵庫
- 和田興産

かつて存在した企業
- 豊国火災保険神戸支店

### 地主・家主
地家主は栄町通2丁目に居住する資産家・兵庫県多額納税者で、土地家屋貸付業を営む生島五郎兵衛（中山手通の地家主・生島勝次、生島嘉蔵の父）や、生島五三郎などがいた。生島家は神戸草分けの旧家である。

## 現存する主な近代建築
- ファミリアホール（旧三菱銀行神戸支店） - 明治33年築、曽禰達蔵設計。ファミリア所有のホール。
- 大林組神戸支店 - 明治41年築、辰野金吾設計、外壁のみ現存（現みなと元町駅）
- フットテクノビル（旧帝国生命保険神戸出張所） - 大正10年築、RC造4階建
- 松尾ビル（旧小橋呉服店、元町通6） - 大正14年築、竹中工務店 設計・施工、RC造5階建、ステンドグラスがある最上階の トアロードギャラリーのほか、Wakkun（涌嶋克己）ら画家のアトリエが入る
- 毎日新聞社神戸支局 - 大正14年築、河合浩蔵設計、ファサードのみ現存
- 岸本産業ビル - 昭和初期築、RC造3階建。KISCO（旧岸本産業）神戸営業所。
- 神戸住友ビル - 昭和9年築、長谷部・竹腰建築事務所設計

## 消滅した主な近代建築
- 第一勧業銀行神戸支店（旧三井銀行神戸支店） - 大正5年築、長野宇平治設計、竹中工務店施工。阪神大震災で全壊。「神戸のパルテノン神殿」とも呼ばれた古典主義建築。地上から棟上に達する6本のイオニア式柱は一つの石から削りだされたもので、一石造は列柱としては日本国内唯一のものであった。
- 同和第二ビル（兵庫県民信用組合） - 大正6年築、横川工務店設計
- 三越神戸店 元町通、昭和60年に解体
- 日産ビル（旧村井銀行神戸支店） - 大正9年築、吉武長一設計、大阪橋本組施工、RC造6階建、阪神大震災で全壊
- 旧三和銀行神戸支店（旧山口銀行神戸支店） - 大正12年築、河合浩蔵設計、竹中工務店施工、RC造5階建、石積、阪神大震災で全壊
- 富士銀行（旧）神戸支店（旧安田銀行神戸支店） - 大正15年築、安田銀行営繕課設計、清水組施工、解体
- 安田火災海上保険神戸支店（旧東京火災保険神戸支店） - 昭和8年築、渡辺仁設計、竹中工務店施工、RC造4階建、昭和63年解体

## 交通アクセス
- 阪神神戸高速線
  - 西元町駅
- 阪急神戸高速線
  - 花隈駅
- 神戸市営地下鉄海岸線
  - みなと元町駅

## 出身・ゆかりのある人物
- 生島五三郎（検事） - 地家主・生島五三郎の長男である[7]。
- 今井善右衛門（兵庫県多額納税者）[4]